# XO-1
Pour les articles homonymes, voir XO-1 (homonymie) et XO.
 (août 2009).

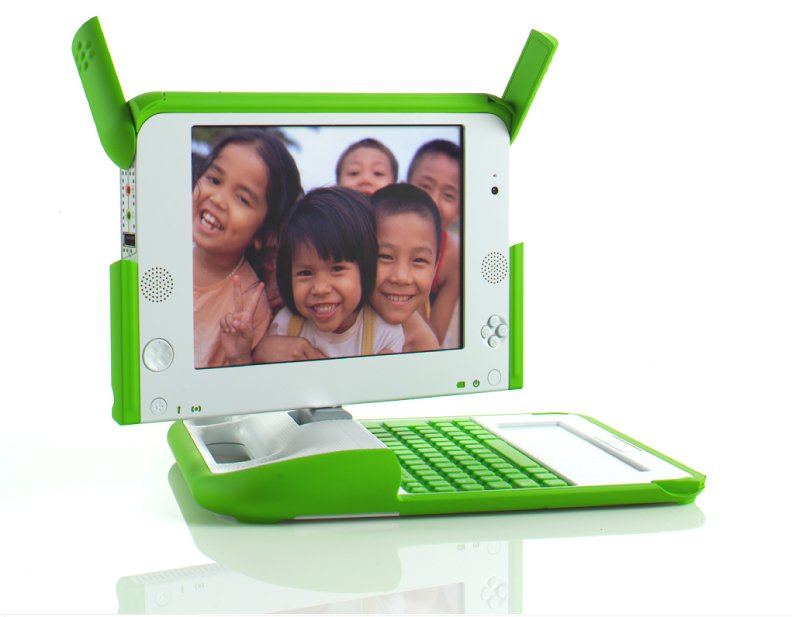
Le prototype de 2006.

Le XO-1 est un ordinateur portable conçu dans le cadre du projet One Laptop per Child par des membres du MIT.
L'ordinateur avait d'abord été baptisé 2B1 : The Children’s Machine (août 2006) avant d'être finalement renommé XO (octobre 2006). Sa production a été confiée à Quanta computer. Un millier de prototypes a été produit en 2006. La production à grande échelle a débuté en novembre 2007. Le prix de vente a été réévalué une première fois au printemps 2007, à 175 dollars US, et se situait en novembre 2007 à 188 dollars US. De nouvelles versions du XO-1 ont été lancées en 2010 et 2011, nommées respectivement XO-1.5 et XO-1.75.
La dernière version du projet, le XO-4 Touch, a été lancée en 2013. La particularité de ce modèle est qu'il intègre un écran tactile, en plus du clavier.

## Technologie

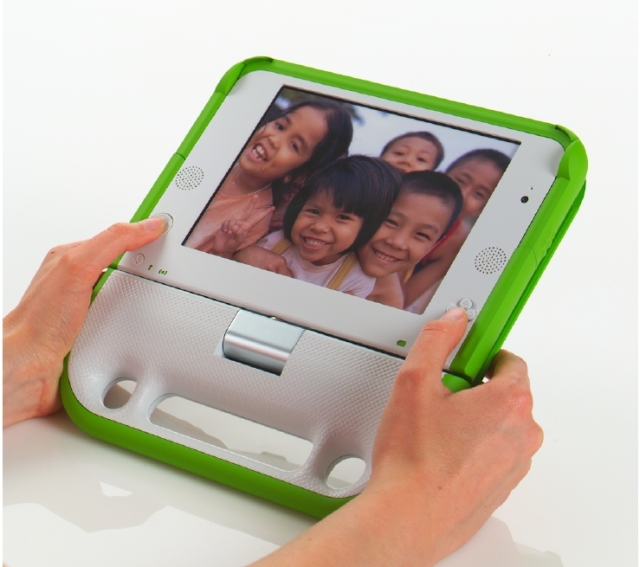
Le portable en mode visionneuse.

Ce projet est rendu possible grâce au choix des performances minimales nécessaires et de l'équipement, l'utilisation de logiciels libres tels que Linux ainsi que l'absence de coûts de marketing.
Il consomme suffisamment peu d'énergie pour être rechargé avec un petit générateur électrique offrant un rapport temps d'utilisation/temps de rechargement de 10 sur 1. Le Wi-Fi est utilisé pour communiquer avec les portables environnants et pour obtenir l'accès à Internet.
Les points importants de cet ordinateur sont :
- Une consommation d'énergie minimum, entre 2 et 3 watts ;
- Un coût de production de 188 dollars US ;
- Une apparence attrayante, impliquant un style novateur ;
- Des fonctionnalités de liseuse ;
- Les logiciels fournis doivent être libres.

### Matériel

#### Caractéristiques
- Un processeur, AMD Geode LX-700 0.8 W, contrôleur graphique intégré
  - fréquence 433 MHz
  - Compatible: x86, MMX, 3DNow!
  - Chipset: AMD CS5536 South Bridge
- Un écran plat SVGA d'une diagonale de 7,5" transmissif et réflectif :
  - En mode transmissif Couleur/DVD avec une définition de 1 200 par 900 pixels avec rétro-éclairage (pour une utilisation habituelle)
  - En mode réflectif (utilisant la lumière ambiante) monochrome d'une résolution de 1 200 par 900 pixels (pour lire des "ebook" (livres numériques) à l'extérieur)
- 256 Mo de mémoire vive DDR266- 133 MHz DRAM
- 1 024 Mo de mémoire flash
- 1 Mo de mémoire morte flash équipée de Open Firmware
- Réseau Sans Fil 802.11b et nouveau 802.11g/s (Wi-Fi) fourni par une carte fonctionnant à une vitesse limitée (2 Mbit/s) pour minimiser la consommation électrique
- Clavier conventionnel alphanumérique localisé selon le pays d'utilisation
- Pavé tactile (touchpad) pour le contrôle du pointeur et comme zone d'entrée d'écriture manuscrite
- Deux haut-parleurs
- Microphone
- Entrée microphone et sortie ligne
- Webcam couleur avec une définition VGA (640 × 480)
- 3 Ports USB
- 1 port SD

#### Fonctionnalités intentionnellement absentes
- Aucune pièce mobile interne :
  - Pas de disque dur
  - Pas de lecteur optique (CDROM ou DVD par exemple)
  - Pas de lecteur de disquette
  - Pas de ventilateur
- Pas d'interface IDE (Il n'y a de toute façon pas de lecteurs l'utilisant)
- Pas de port pour carte PCMCIA

#### Consommation d’énergie
Le portable est conçu pour pouvoir être utilisé dans des endroits ne possédant pas de sources d'électricité. Il a d'abord été imaginé avec une manivelle intégrée pour le rechargement de la batterie, mais il est désormais conçu pour utiliser un générateur électrique externe de type « allumage de tondeuse à gazon » pouvant s'actionner à la main ou au pied.
La consommation d’énergie est de 2 à 3 W lorsqu’il est utilisé comme ordinateur, 0,3 à 0,8 W en utilisation comme liseuse.
Le rendement minimum acceptable lors d’une utilisation comme ordinateur est 1:10, c’est-à-dire que le générateur fournit dix minutes d’autonomie pour une minute à actionner le générateur. En mode « liseuse », le rendement attendu est de 1:40 à 1:60, c’est-à-dire qu’une minute à générer de l'électricité permettra de lire pendant quarante minutes à une heure. Ces chiffres demeurent des estimations très approximatives  tant qu’un prototype complet n’aura pas été testé.
En mode « liseuse », tous les composants périphériques au système sont éteints à l’exception de l’affichage monochrome (et éventuellement un rétro-éclairage). Quand l’utilisateur change de page, le système est réactivé et affiche la nouvelle page à l’écran puis il se met de nouveau en veille.

#### Réseau sans fil maillé
Le XO se connecte à un réseau Wi-Fi grâce à une puce IEEE 802.11b, bridée à 2 Mb/s, au lieu de 5,5 Mb/s ou 11 Mb/s normalement, pour limiter sa consommation.
Allumé ou non, l'ordinateur s'intégre dans un réseau ad-hoc dynamique où chacun transmet les données au travers du maillage pour les ordinateurs qu'il capte, à l'image d'un réseau peer-to-peer. Si un ordinateur a accès à Internet (directement ou indirectement), tous les ordinateurs du maillage bénéficient de cet accès. Le débit n'est pas élevé mais un réseau similaire dit store and forward a été déployé par le projet Motoman auprès de 1 000 élèves cambodgiens qui ont ainsi pu bénéficier d'un service de courriel, selon Nicholas Negroponte. Le débit est cependant suffisant pour des applications réseau asynchrones tels que le courriel, pour communiquer hors du maillage. Par contre, pour les applications réseau interactives tels que la navigation Web ou à grand débit tels que le streaming vidéo, ce système peut montrer ses limites. De telles applications sont tout de même possibles au sein même du maillage. L'attribution d'adresses IP dans le maillage est automatique de façon qu'aucune administration de celles-ci ne soit requise.
La norme IEEE 802.11b ordinaire ne gère qu'un maillage statique d'éléments connectés à l'image d'un réseau Ethernet. Chacun envoie et reçoit ses propres données et n'en transmet pas entre deux équipements ne pouvant communiquer directement. L'OLPC utilise la norme IEEE 802.11s pour mettre en œuvre ce réseau maillé.
Les sources en sont toujours fermées malgré la volonté du projet d'utiliser du logiciel libre. De plus, malgré l'existence d'alternatives Open source tels que OLSR ou B.A.T.M.A.N., la conception d'un réseau maillé dynamique dit MANet à base de libre n'a toujours pas été envisagée tant au niveau matériel que logiciel. La possibilité que Marvell, fabricant de la puce sans fil et propriétaire du protocole de maillage dynamique, libère ledit micro-logiciel n'est toujours pas envisagée.

### Logiciels
À partir de juillet 2008, le "portable à 100 dollars" devait intégrer Windows XP en plus de linux.
Un double démarrage devait être mis en place pour que ces ordinateurs puissent intégrer Windows XP et Linux. Mais la configuration matérielle du XO-1 ne suffit pas à une utilisation satisfaisante du système d'exploitation. De plus, Microsoft est partenaire d'Intel qui a lui aussi lancé un ordinateur comparable à XO.
Les autres logiciels sont : 
- un système d'exploitation Linux fourni par Red Hat : Projet Fedora ;
- un navigateur web basé sur le moteur Gecko utilisé par Firefox ;
- une version simplifiée du traitement de texte Abiword ;
- un logiciel de courriel ;
- un logiciel de discussion en ligne avec voix sur IP et visioconférence utilisant le protocole standard XMPP et Jingle ;
- le lecteur de documents multi-formats Evince ;
- TamTam : un logiciel de séquençage musical ;
- Squeak un environnement de programmation graphique.

L'interface graphique utilisée est Sugar. Elle est différente des interfaces Windows, Mac OS, GNOME ou KDE existantes, en proposant une autre métaphore que celle du bureau. Elle présente une vue par icône des applications lancées (appelées activités), et une vue des utilisateurs présents aux alentours sous forme de carte. Elle permet de mener facilement des activités collectives, comme éditer un texte à plusieurs.
Steve Jobs a offert Mac OS X gratuitement pour ce portable, mais selon Seymour Papert, un professeur au MIT qui est l'un des fondateurs du projet, les concepteurs veulent un système d'exploitation qui doit être en accord avec ceci : « Nous refusons parce que ce n'est pas open source ». Par conséquent, Linux a été choisi.
Nicholas Negroponte a aussi affirmé qu'il voulait voir Wikipédia sur le portable à 100 dollars. Jimmy Wales, un des cofondateurs de Wikipédia, a pressenti que Wikipédia est une des “killer apps” pour ce périphérique.
La sécurité de la machine est gérée par la plate-forme Bitfrost.

### Prototype de première génération

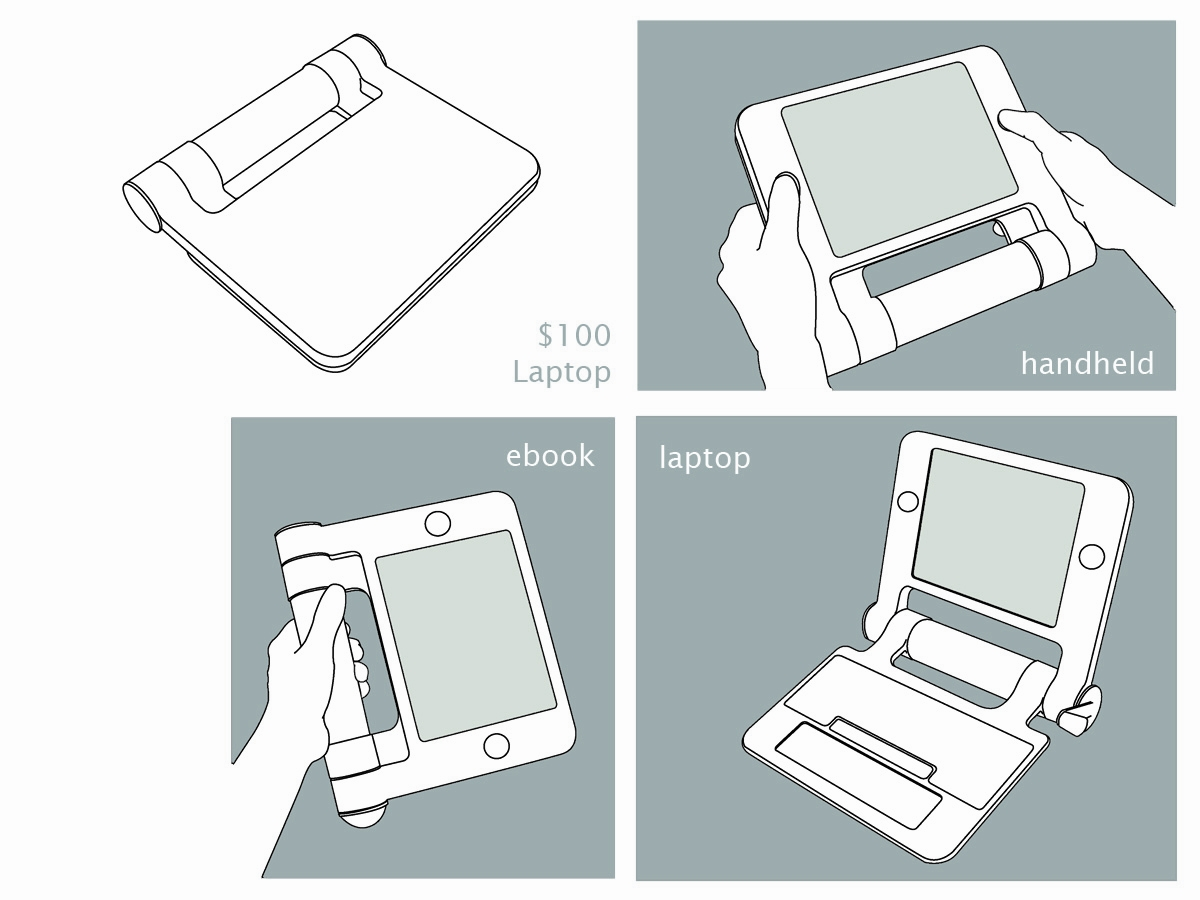
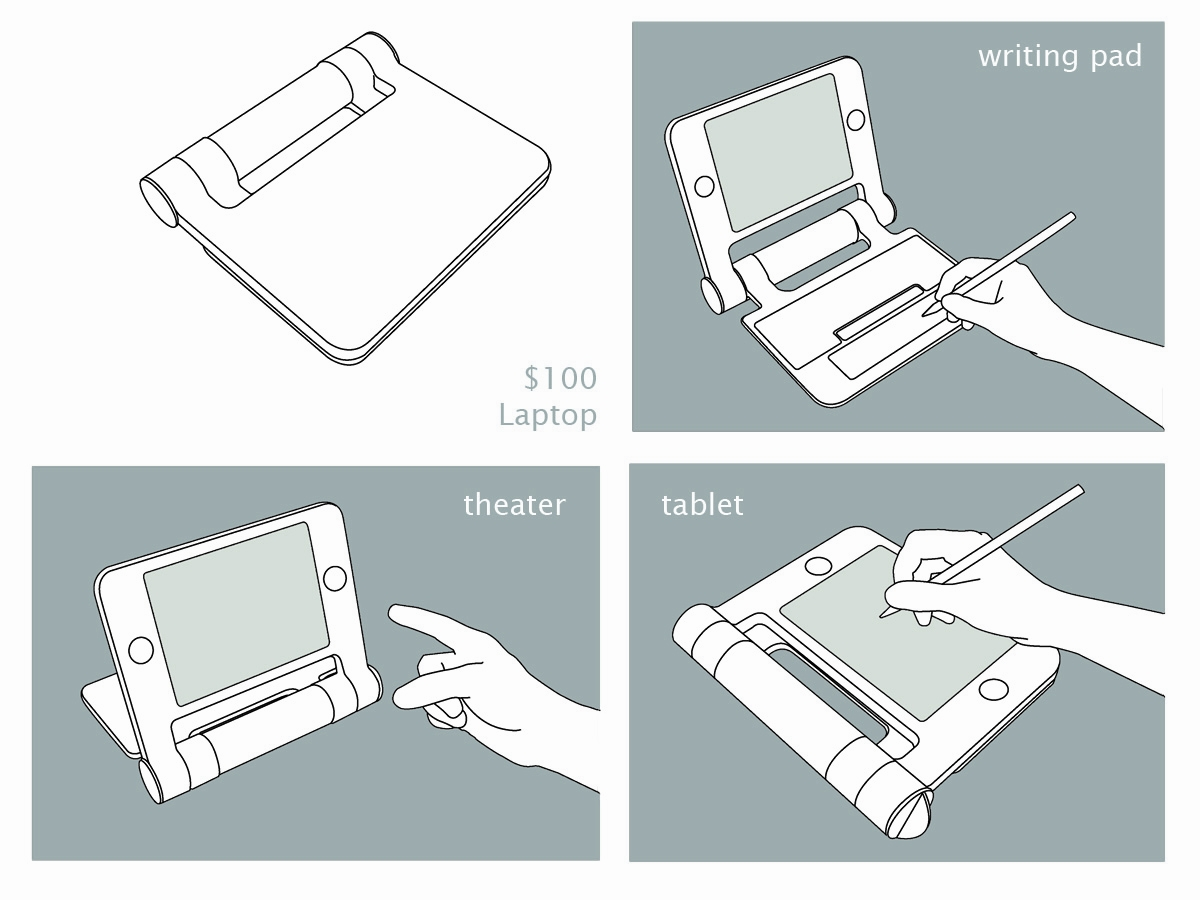
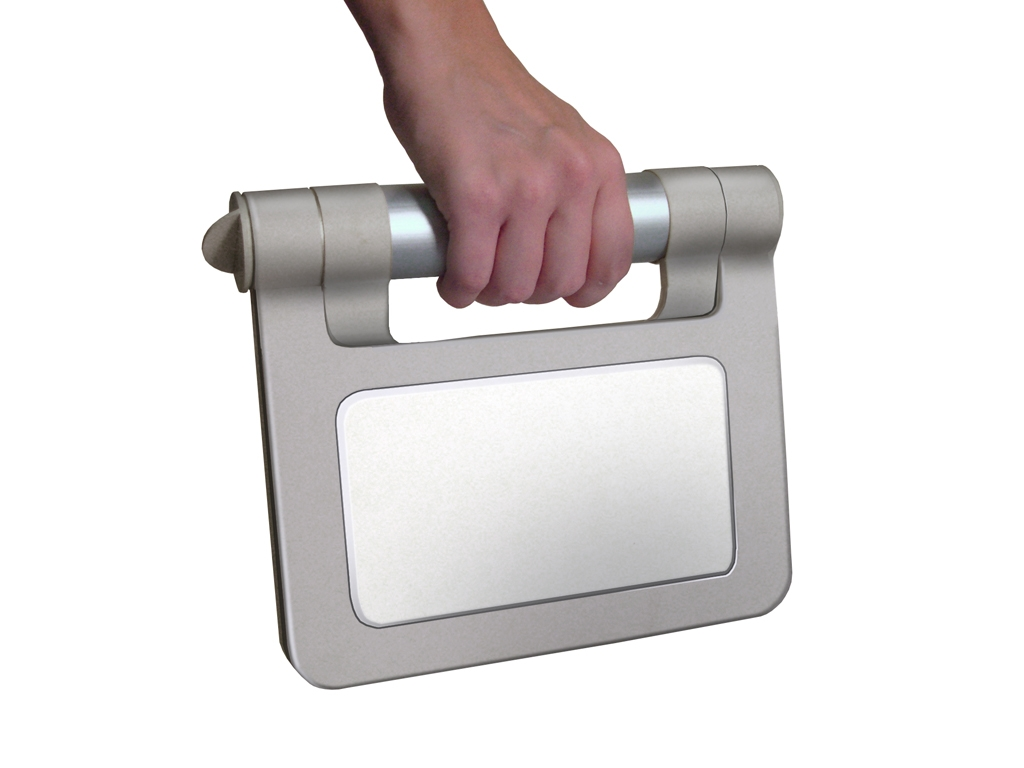
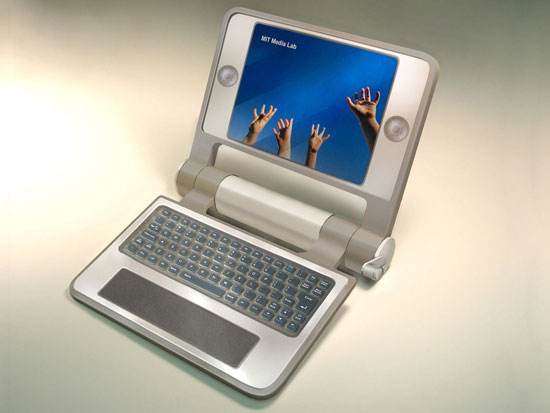

### Prototype de deuxième génération

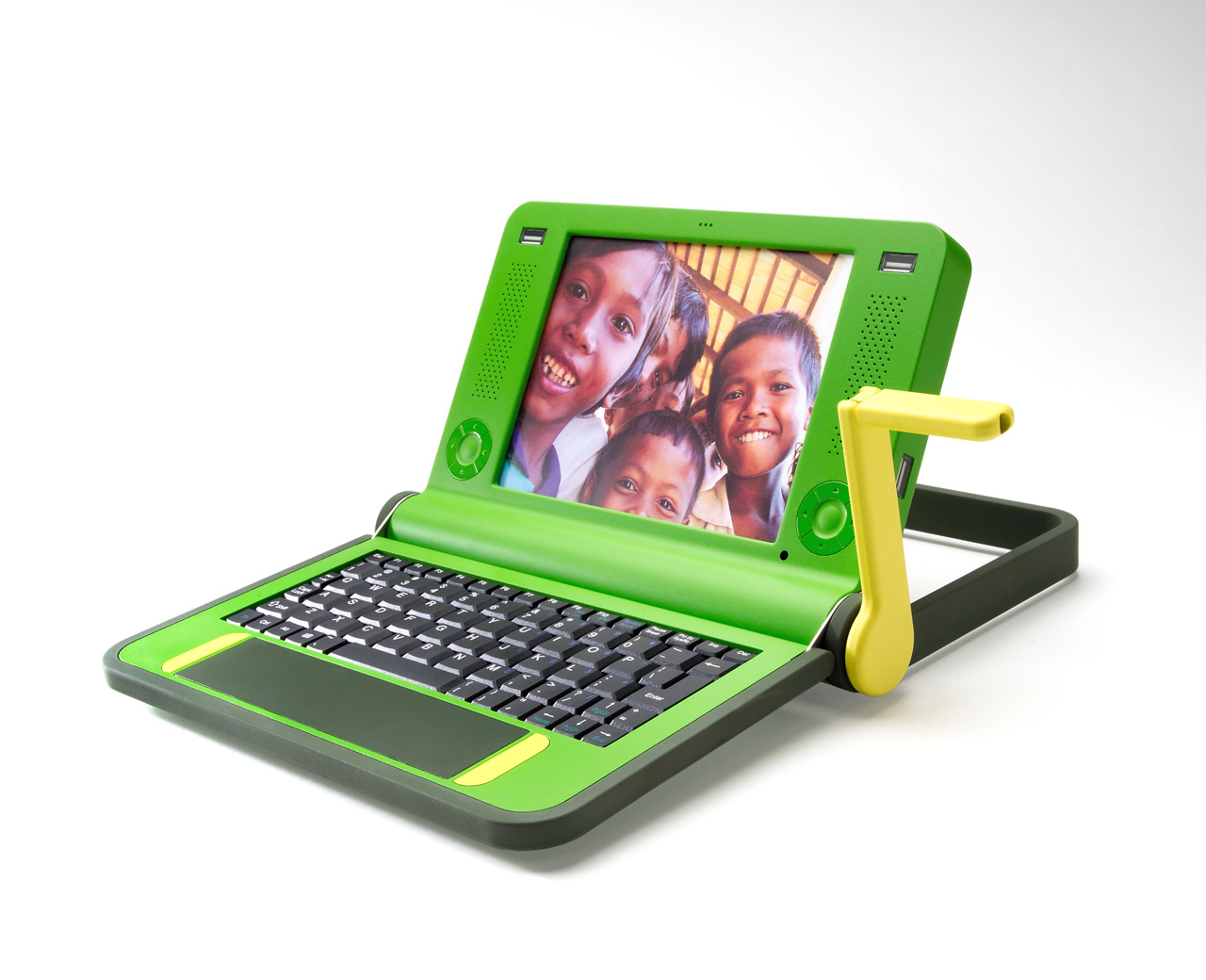
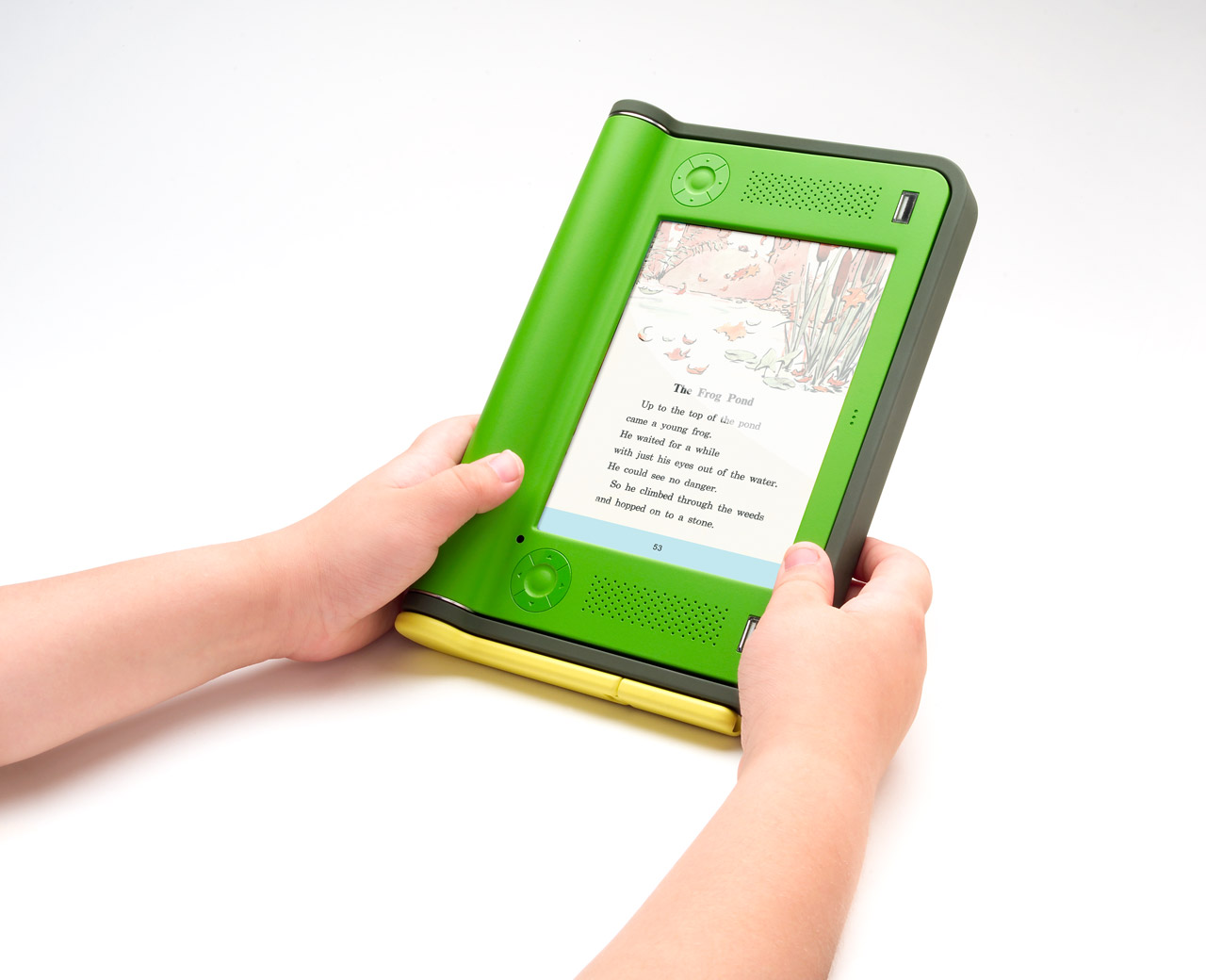
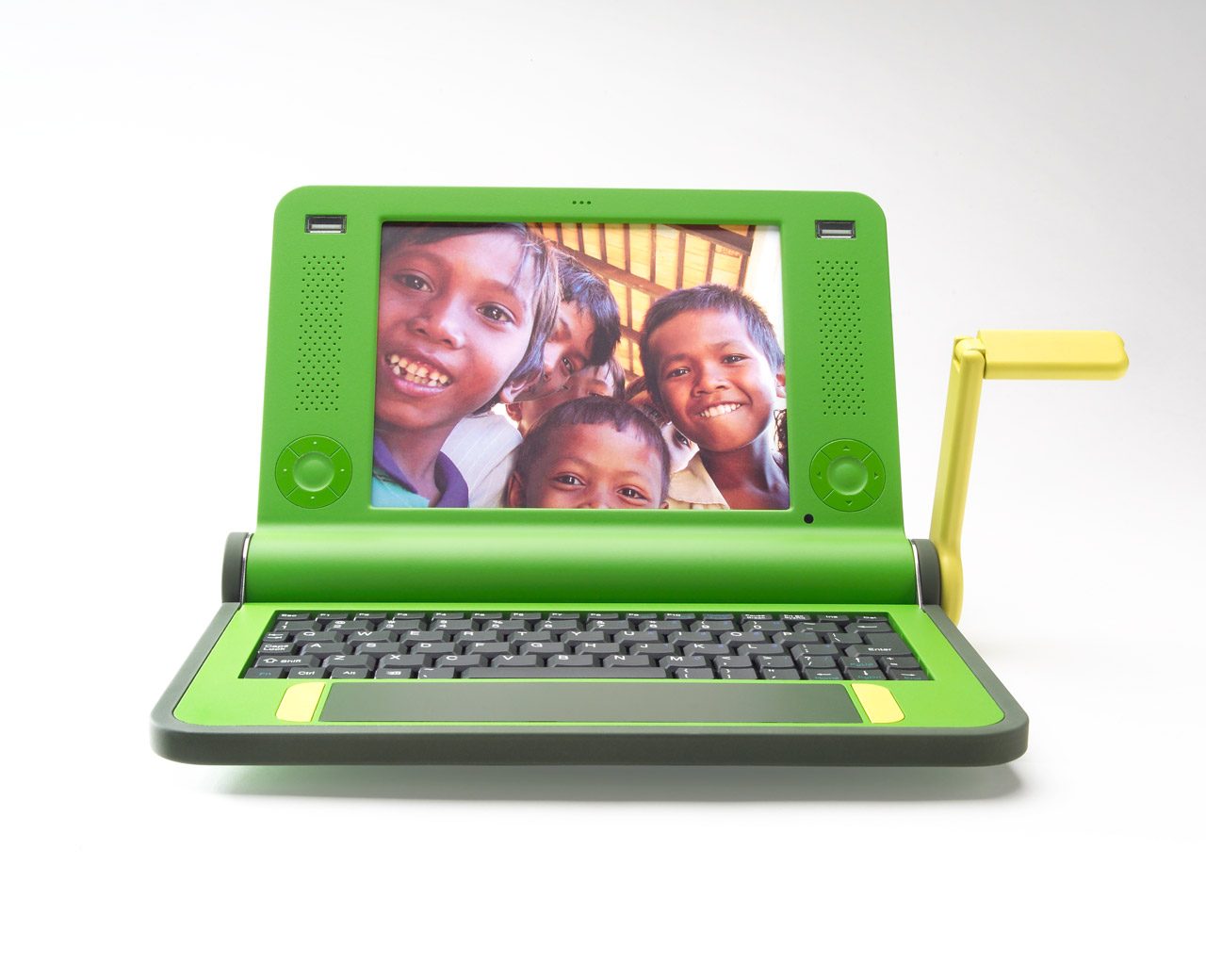
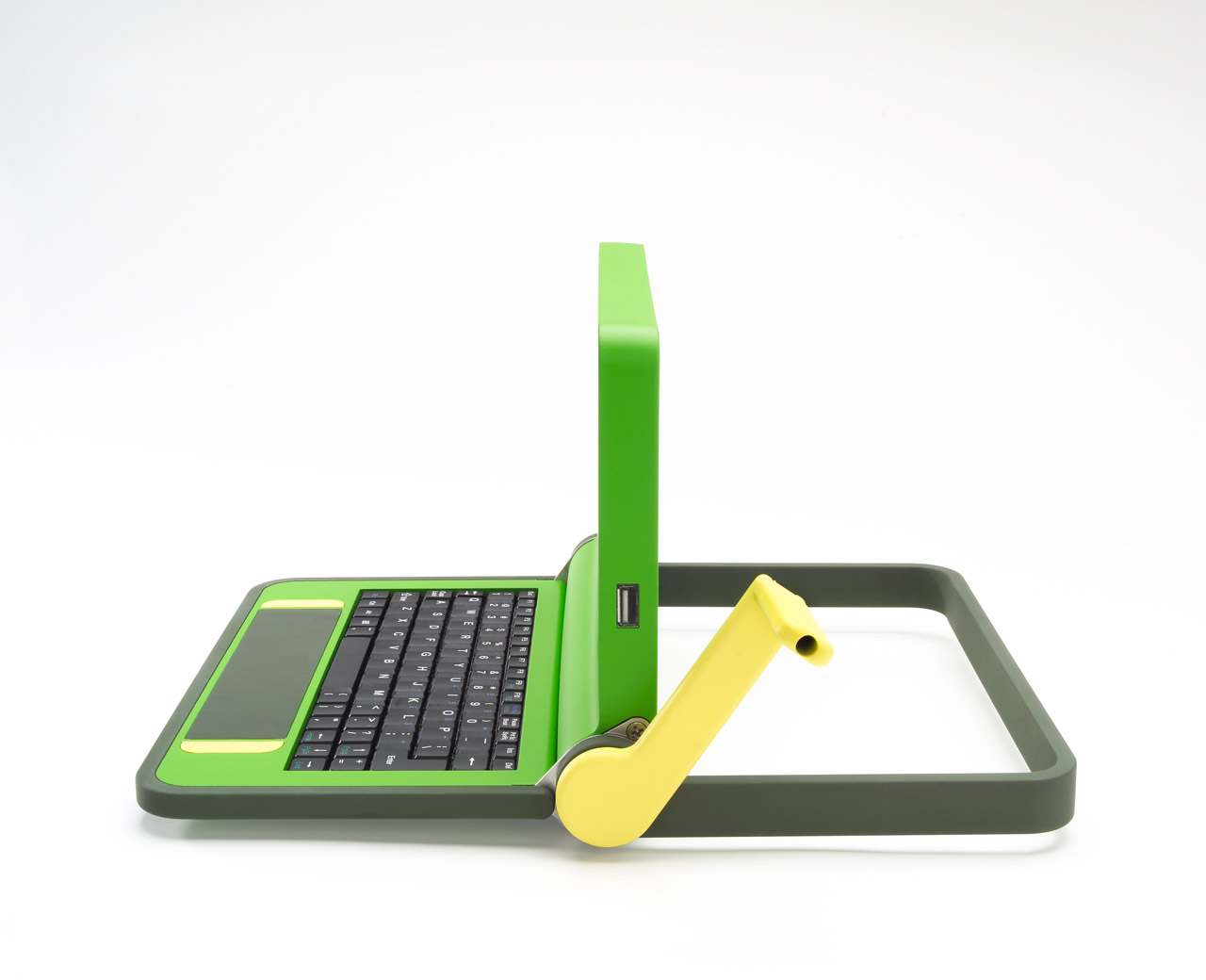
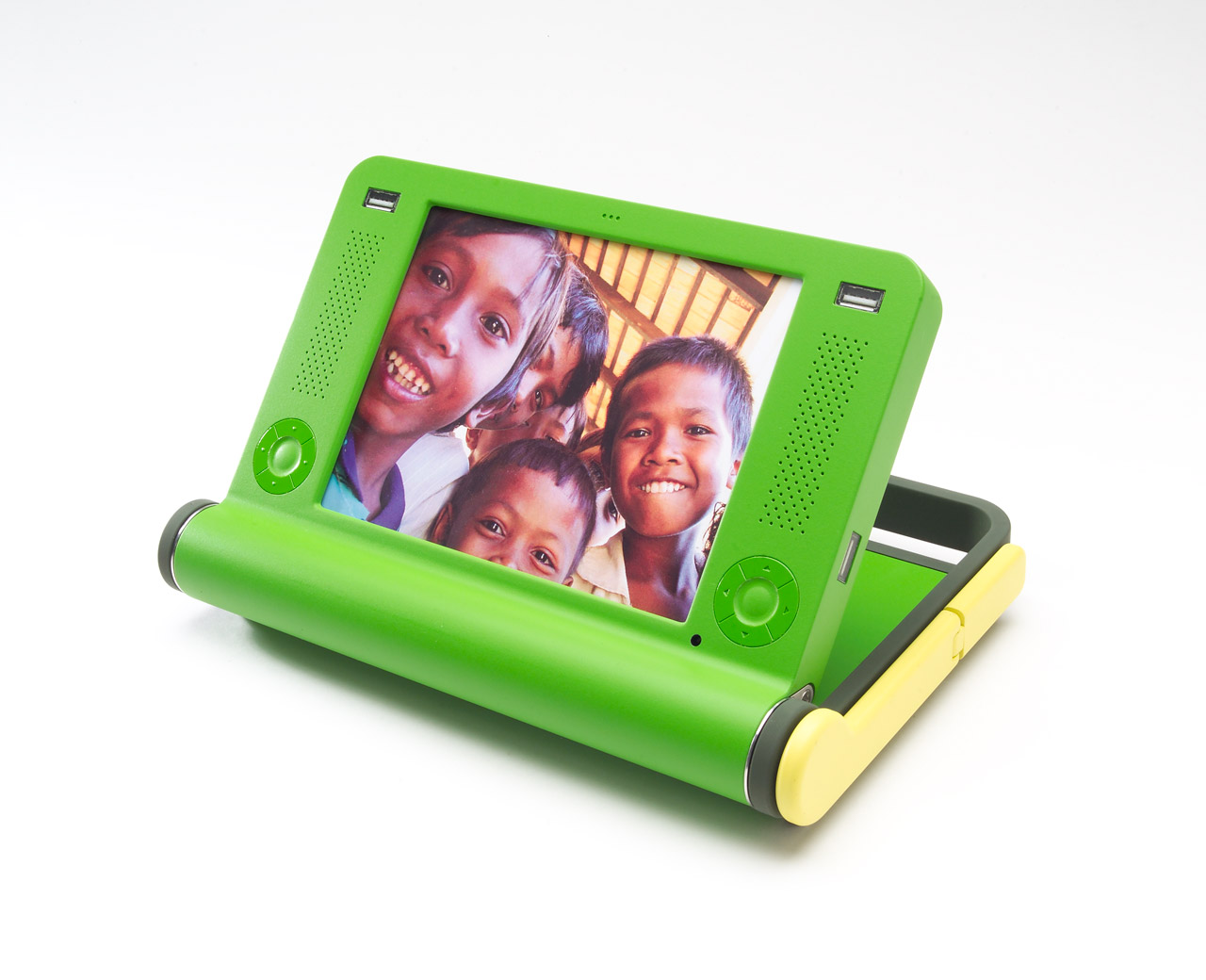
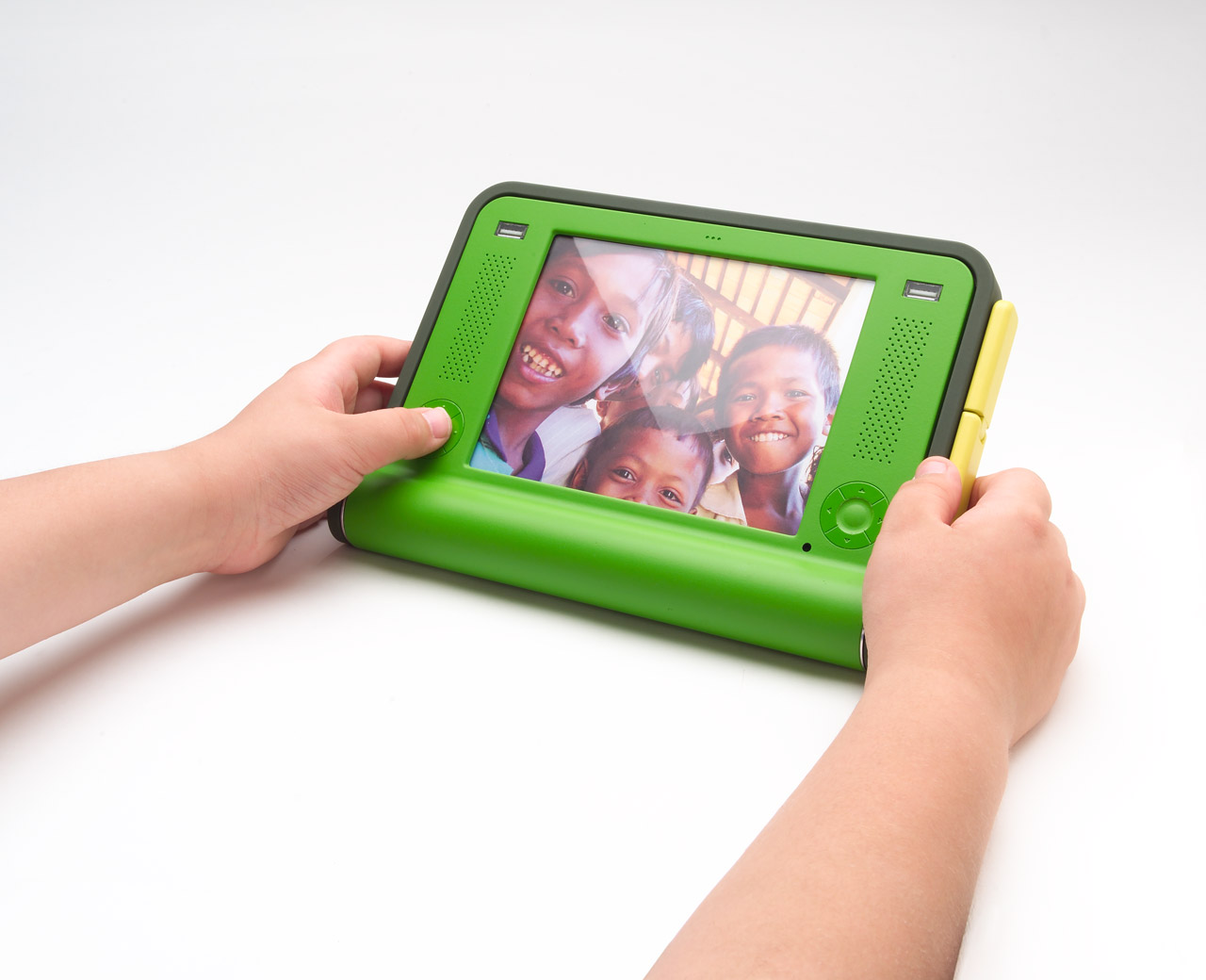
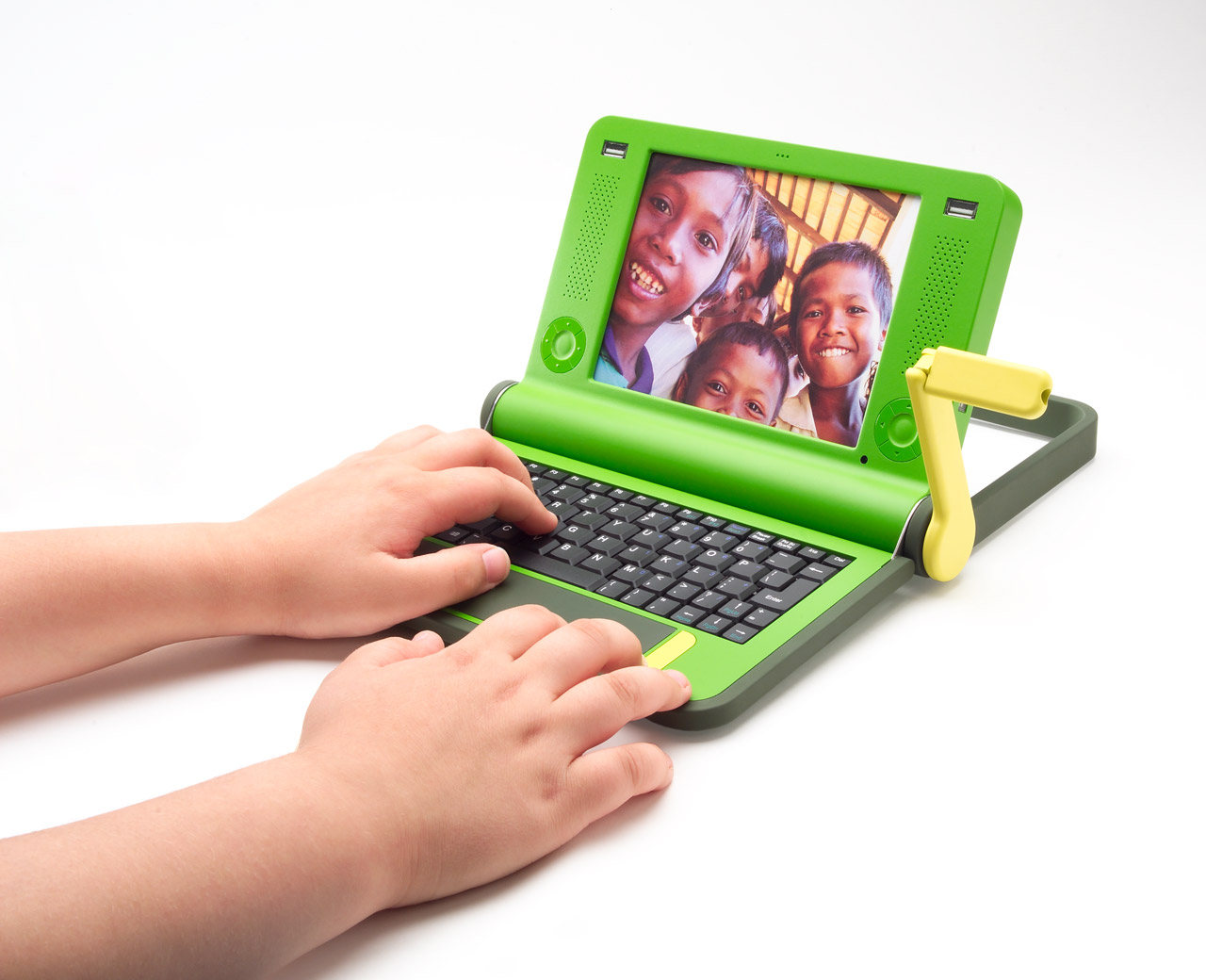

### Prototype de troisième génération

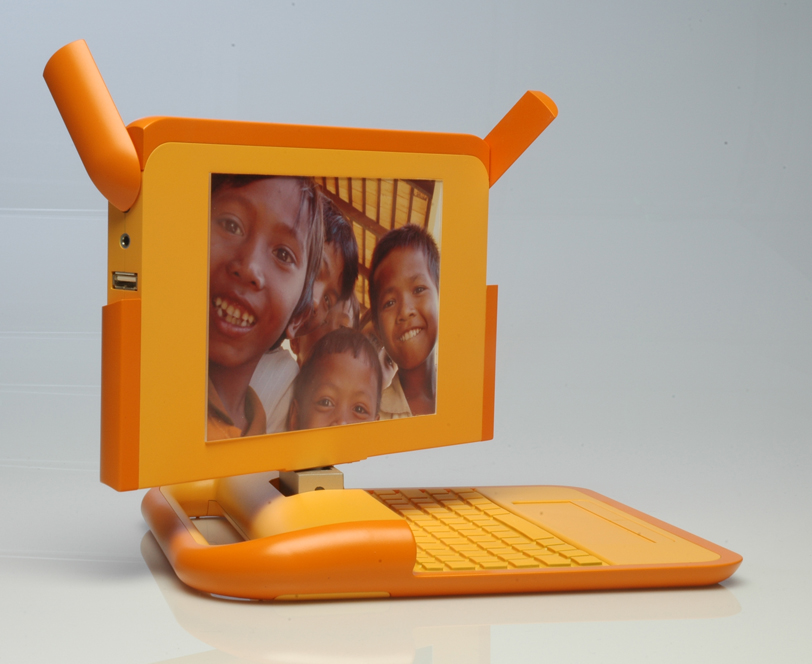
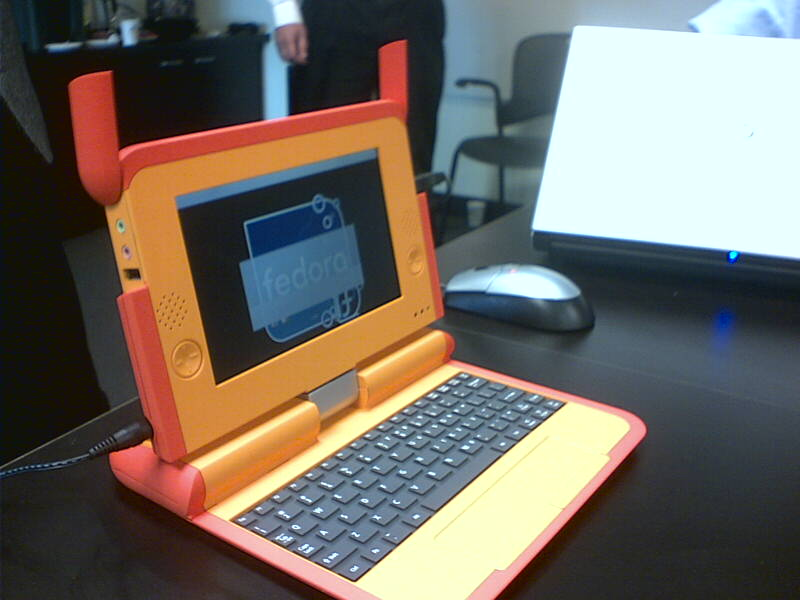
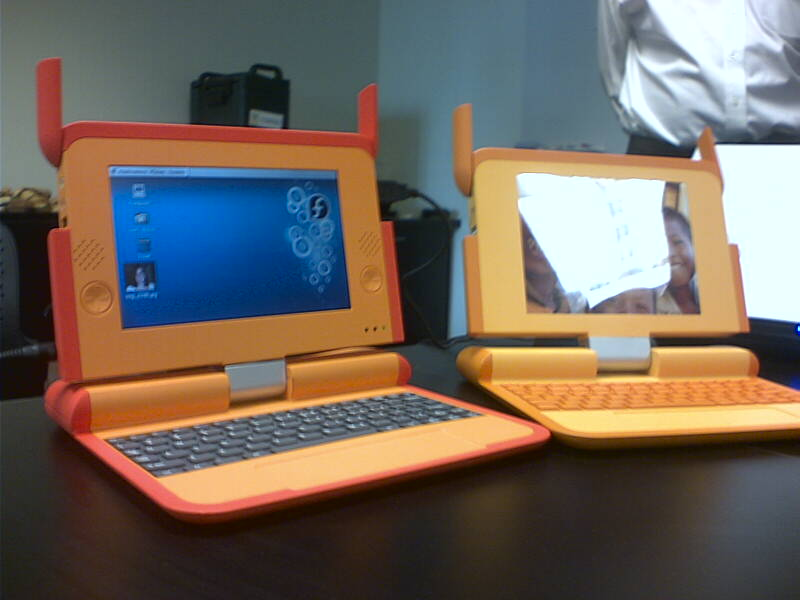